# 钼酸盐

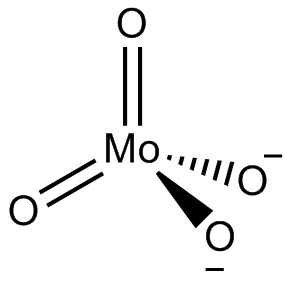
MoO_{4}^{2−}的结构。

钼酸盐是钼(VI)的含氧酸盐，最常见的是MoO42-。
当含MoO42-的溶液酸化时，会得到重钼酸盐Mo2O72-。pH<6时，产生Mo7O246-。pH在2~3之间，进一步缩聚为β-Mo8O264-

## 常见化合物
钼酸盐的常见化合物有： 
- 仲钼酸铵 - (NH4)6Mo7O24
- 钼酸钠 - Na2MoO4
- 钼酸钾 - K2MoO4